# Michael Bowes-Lyon, XVIII conte di Strathmore e Kinghorne
Michael Fergus Bowes-Lyon, XVIII conte di Strathmore e Kinghorne (Londra, 7 giugno 1957 – 27 febbraio 2016), è stato un nobile e politico britannico.

## Biografia
Michael Fergus Bowes-Lyon era l'unico figlio di Michael Bowes-Lyon, XVII Conte di Strathmore e Kinghorne e di sua moglie Mary Pamela McCorquodale,, nonché pronipote della regina madre Elizabeth Bowes-Lyon e cugino della regina Elisabetta II del Regno Unito.
Egli compì i propri studi alla Sunningdale School, a Eton, ed all'Università di Aberdeen, nonché alla Reale accademia militare di Sandhurst. Egli raggiunse il grado di capitano dell'esercito britannico prestando servizio nelle Scots Guards.
Egli succedette al padre come XVIII conte di Strathmore e Kinghorne nel 1987. Membro della Camera dei Lord in quanto Lord temporale, vi ricoprì il ruolo di junior whip per il Partito Conservatore tra il 1989 e il 1991 e poi quello di vice-capogruppo tra il 1991 e il 1994. Fu uno dei pari esclusi dalla Camera dei Lords secondo l'House of Lords Act 1999.
Il conte si è maritato tre volte. Nel 1984, sposò Isobel Charlotte Weatherall ed ebbe tre figli da questa relazione:
- Simon Bowes-Lyon, XIX conte di Strathmore e Kinghorne (n. 18 giugno 1986)
- John Fergus Bowes-Lyon (n. 1988)
- George Norman Bowes-Lyon (n. 1991)

I due si sono separati nel 2003 e divorziarono l'anno successivo. La stampa scandalistica diede risalto alla vicenda dal momento che una delle richieste della contessa era quella di continuare a vivere al Castello di Glamis ricevendo un assegno annuo di 5.000.000 di sterline.
Egli si sposò in seconde nozze il 24 novembre 2005 con la dottoressa Damaris E. Stuart-William nel Castello di Glamis. La coppia ha avuto un figlio:
- Toby Peter Fergus Bowes-Lyon (n. 2005) (legittimato dopo il matrimonio dei genitori)

I due si sono separati nel 2007 e hanno divorziato nel 2008.
Il 4 agosto 2012 si è sposato con Karen Baxter.

## Ascendenza
|                                                           |                     |                             | Genitori                              |  |  | Nonni |  |  | Bisnonni                                               |  |  | Trisnonni                                               |  |
|                                                           |                     |                             |                                       |  |  |       |  |  | Claude Bowes-Lyon, XIV conte di Strathmore e Kinghorne |  |  | Claude Bowes-Lyon, XIII conte di Strathmore e Kinghorne |  |
|                                                           |                     |                             |                                       |  |  |       |  |  | Claude Bowes-Lyon, XIV conte di Strathmore e Kinghorne |  |  | Claude Bowes-Lyon, XIII conte di Strathmore e Kinghorne |  |
|                                                           |                     | Frances Dora Smith          |                                       |  |  |       |  |  | Claude Bowes-Lyon, XIV conte di Strathmore e Kinghorne |  |  |                                                         |  |
| hon. Michael Claude Hamilton Bowes-Lyon                   |                     |                             |                                       |  |  |       |  |  | Claude Bowes-Lyon, XIV conte di Strathmore e Kinghorne |  |  |                                                         |  |
|                                                           |                     | Cecilia Cavendish-Bentinck  | rev. Charles Cavendish-Bentinck       |  |  |       |  |  |                                                        |  |  |                                                         |  |
|                                                           |                     | Cecilia Cavendish-Bentinck  | rev. Charles Cavendish-Bentinck       |  |  |       |  |  |                                                        |  |  |                                                         |  |
|                                                           |                     | Cecilia Cavendish-Bentinck  | Caroline Louisa Burnaby               |  |  |       |  |  |                                                        |  |  |                                                         |  |
| Michael Bowes-Lyon, XVII conte di Strathmore e Kinghorne  |                     | Cecilia Cavendish-Bentinck  |                                       |  |  |       |  |  |                                                        |  |  |                                                         |  |
|                                                           |                     | John Cator                  | Albemarle Cator                       |  |  |       |  |  |                                                        |  |  |                                                         |  |
|                                                           |                     | John Cator                  | Albemarle Cator                       |  |  |       |  |  |                                                        |  |  |                                                         |  |
|                                                           |                     | John Cator                  | Mary Molesworth Cordelia Mohun-Harris |  |  |       |  |  |                                                        |  |  |                                                         |  |
| Elizabeth Margaret Cator                                  |                     | John Cator                  |                                       |  |  |       |  |  |                                                        |  |  |                                                         |  |
|                                                           |                     | Maud Adeane                 | Henry John Adeane                     |  |  |       |  |  |                                                        |  |  |                                                         |  |
|                                                           |                     | Maud Adeane                 | Henry John Adeane                     |  |  |       |  |  |                                                        |  |  |                                                         |  |
|                                                           |                     | Maud Adeane                 | lady Elizabeth Philippa Yorke         |  |  |       |  |  |                                                        |  |  |                                                         |  |
| Michael Bowes-Lyon, XVIII conte di Strathmore e Kinghorne |                     | Maud Adeane                 |                                       |  |  |       |  |  |                                                        |  |  |                                                         |  |
|                                                           | Norman McCorquodale | George McCorquodale         |                                       |  |  |       |  |  |                                                        |  |  |                                                         |  |
|                                                           | Norman McCorquodale | George McCorquodale         |                                       |  |  |       |  |  |                                                        |  |  |                                                         |  |
|                                                           | Norman McCorquodale | Louisa Kate Honan           |                                       |  |  |       |  |  |                                                        |  |  |                                                         |  |
| Norman Duncan McCorquodale                                | Norman McCorquodale |                             |                                       |  |  |       |  |  |                                                        |  |  |                                                         |  |
|                                                           |                     | Constance Helena Burton     | Edmund Charles Burton                 |  |  |       |  |  |                                                        |  |  |                                                         |  |
|                                                           |                     | Constance Helena Burton     | Edmund Charles Burton                 |  |  |       |  |  |                                                        |  |  |                                                         |  |
|                                                           |                     | Constance Helena Burton     | Rosamond Elizabeth Lace               |  |  |       |  |  |                                                        |  |  |                                                         |  |
| Mary Pamela McCorquodale                                  |                     | Constance Helena Burton     |                                       |  |  |       |  |  |                                                        |  |  |                                                         |  |
|                                                           |                     | John Julius Jersey de Knoop | Andreas William von Knoop             |  |  |       |  |  |                                                        |  |  |                                                         |  |
|                                                           |                     | John Julius Jersey de Knoop | Andreas William von Knoop             |  |  |       |  |  |                                                        |  |  |                                                         |  |
|                                                           |                     | John Julius Jersey de Knoop | Frida Emilia Koecher                  |  |  |       |  |  |                                                        |  |  |                                                         |  |
| Barbara Helen de Knoop                                    |                     | John Julius Jersey de Knoop |                                       |  |  |       |  |  |                                                        |  |  |                                                         |  |
|                                                           |                     | Evelyn Elizabeth Fletcher   | Charles John Fletcher                 |  |  |       |  |  |                                                        |  |  |                                                         |  |
|                                                           |                     | Evelyn Elizabeth Fletcher   | Charles John Fletcher                 |  |  |       |  |  |                                                        |  |  |                                                         |  |
|                                                           |                     | Evelyn Elizabeth Fletcher   | Helen Knox                            |  |  |       |  |  |                                                        |  |  |                                                         |  |
|                                                           |                     | Evelyn Elizabeth Fletcher   |                                       |  |  |       |  |  |                                                        |  |  |                                                         |  |